# جائزة بلجيكا الكبرى 1973
جائزة بلجيكا الكبرى 1973 هو سباق فورمولا 1 أقيم بتاريخ 20 مايو 1973 في ليمبورغ. كان الخامس من أصل 15 في بطولة العالم لسباقات الفورمولا واحد موسم 1973. حلّ البريطاني جاكي ستيورات أولا.

## وصلات خارجية
- الموقع الرسمي